# Campbell (Wisconsin)
Campbell es un pueblo ubicado en el condado de La Crosse en el estado estadounidense de Wisconsin. En el Censo de 2010 tenía una población de 4.314 habitantes y una densidad poblacional de 130,28 personas por km².

## Geografía
Campbell se encuentra ubicado en las coordenadas 43°53′10″N 91°17′41″O / 43.88611, -91.29472. Según la Oficina del Censo de los Estados Unidos, Campbell tiene una superficie total de 33.11 km², de la cual 9.71 km² corresponden a tierra firme y (70.68%) 23.41 km² es agua.

## Demografía
Según el censo de 2010, había 4.314 personas residiendo en Campbell. La densidad de población era de 130,28 hab./km². De los 4.314 habitantes, Campbell estaba compuesto por el 94.95% blancos, el 0.93% eran afroamericanos, el 0.51% eran amerindios, el 2.09% eran asiáticos, el 0.07% eran isleños del Pacífico, el 0.25% eran de otras razas y el 1.21% pertenecían a dos o más razas. Del total de la población el 0.95% eran hispanos o latinos de cualquier raza.